# Klimonty (Białoruś)
Klimonty (biał. Кліманты, ros. Климанты) – wieś na Białorusi, w obwodzie mińskim, w rejonie mołodeckim, w sielsowiecie Radoszkowice.

## Historia
W czasach zaborów wieś w gminie Radoszkowice, w powiecie wilejskim, w guberni wileńskiej Imperium Rosyjskiego. W 1866 roku liczyła 41 mieszkańców w 5 domach.
W latach 1921–1945 folwark a następnie majątek leżał w Polsce, w województwie wileńskim, w powiecie wilejskim, od 1927 roku w powiecie mołodeckim, w gminie Radoszkowice. Wieś leżała w pobliżu granicy sowieckiej.
Według Powszechnego Spisu Ludności z 1921 roku zamieszkiwało tu 285 osób, 5 było wyznania rzymskokatolickiego a 280 prawosławnego. Jednocześnie 105 mieszkańców zadeklarowało polską a 180 białoruską przynależność narodową. Było tu 58 budynków mieszkalnych. W 1931 w 64 domach zamieszkiwało 351 osób.
Wierni należeli do parafii rzymskokatolickiej i prawosławnej w Radoszkowicach. Miejscowość podlegała pod Sąd Grodzki w Krasnem i Okręgowy w Wilnie; właściwy urząd pocztowy mieścił się w Radoszkowicach.
W latach międzywojennych umiejscowiona była  tu strażnica KOP „Klimonty”.
W wyniku napaści ZSRR na Polskę we wrześniu 1939 miejscowość znalazła się pod okupacją sowiecką. 2 listopada została włączona do Białoruskiej SRR. Od czerwca 1941 roku pod okupacją niemiecką. W 1944 miejscowość została ponownie zajęta przez wojska sowieckie i włączona do Białoruskiej SRR.

## Przynależność państwowa i administracyjna
- ? – 1917  Imperium Rosyjskie, gubernia wileńska, powiat wilejski
- 1917–1919  Rosyjska FSRR
- 1919–1920  Polska, Zarząd Cywilny Ziem Wschodnich, okręg wileński
- 1920–1921  Rosyjska FSRR
- 1921–1945  Polska
  - województwo:
    - nowogródzkie (1921–1922)
    - Ziemia Wileńska (1922–1926)
    - wileńskie (od 1926)

  - powiat:
    - wilejski (1921–1927)
    - mołodecki (od 1927)
- 1945–1991  ZSRR, Białoruska SRR
- od 1991  Białoruś